# Chicerea (okręg Neamț)
Chicerea – wieś w Rumunii, w okręgu Neamț, w gminie Stănița. W 2011 roku liczyła 257 mieszkańców.